# Арутюнян, Арсен (борец)
Арсен Арутюнян (арм. Արսեն Հարությունյան; род. 22 ноября 1999 года, Масис, Армения) — армянский борец вольного стиля, четырёхкратный чемпион Европы, неоднократный призер чемпионатов мира и Европы, призёр Кубка мира, участник летних Олимпийских игр 2020 года в Токио, чемпион мира 2021 и 2022 годов до 23 лет в весовой категории до 61 кг. Представляет Армению, но также выступает в немецкой Бундеслиге.

## Биография
Арсен Арутюнян родился 22 ноября 1999 года в городе Масис. Именно там он начал делать свои первые шаги в борьбе, под руководством тренера Артура Мартояна. В настоящее время тренируется в Ереванском государственном спортивном колледже олимпийского резерва под руководством личного тренера Аршака Айрапетяна.
В августе 2018 года на проходящем в Риме молодёжном чемпионате Европы Арсен Арутюнян, в весовой категории до 57 кг, в финале со счетом 11:6 одержав победу над украинцем Андреем Джелепoм. После чего он подписал договор с клубом «Испринген», который предъявляет немецкую Бундеслигу и вскоре дебютировал уже и во взрослом турнире тоже. Дебют в Бундеслиге для Арсена получился успешным. Он там в первых своих 4 схватках одержал победы, в том числе над знаменитыми спортсменами. В сентябре того же года в словацком городе Трнава, где проходил молодёжный чемпионат мира по вольной борьбе, Арсен Арутюнян, в весовой категории до 57 кг, в поединке за бронзовую медаль, со счетом 16:4 победил южнокорейца Хьонсу Чо. В декабре 2018 года Арсен стал чемпионом Армении, показав что у него имеются серьёзные шансы стать одним из лидеров в сборной Армении. В 2019 году стал чемпионом Европы в весовой категории до 61 кг.
В феврале 2020 года на чемпионате континента в итальянской столице, в весовой категории до 61 кг Арсен в схватке за бронзовую медаль победил спортсмена из Греции Георгиоса Пилидиса и завоевал бронзовую медаль европейского первенства.
В 2021 году на чемпионате мира, который проходил в октябре в норвежской столице, стал бронзовым призёром в весовой категории до 61 кг. В полуфинале уступил американскому борцу Дейтону Фиксу.
В 2022 году, выступая в весовой категории до 61 кг, на чемпионате Европы в Будапеште завоевал золотую медаль, победив в финале турецкого борца Сюлеймана Атлы. На чемпионате мира в Белграде завоевал бронзовую медаль в весовой категории до 61 кг.
В 2023 году, выступая в весовой категории до 61 кг, на чемпионате Европы в Загребе завоевал золотую медаль, победив в финале албанского борца Зелимхана Абакарова. На чемпионате мира в Белграде стал бронзовым призёром в весовой категории до 57 кг. 
В 2024 году, выступая в весовой категории до 57 кг, на чемпионате Европы в Бухаресте завоевал золотую медаль, победив в финале турецкого борца Мухаммеда Каравуса.
В апреле 2025 года на чемпионате Европы в Братиславе в весовой категории до 61 кг завоевал серебряную медаль. В финальной схватке уступил сопернику из России Зауру Угуеву.
Арсен Арутюнян в 2019, 2021, 2022 и 2023 годах входил в десятку лучших спортсменов Армении.
Арсен Арутюнян является старшим из пяти детей в семье. Его младший брат также занимается вольной борьбой, являясь членом юношеской сборной Армении.
По словам Арсена: «Любовь к спорту у меня была еще с очень маленького возраста, поскольку наша семья очень спортивная. Мы имеем свой собственный спортзал, где отец тренирует детей. В начале я ходил на карате, но должен признаться, что шел туда только ради того, чтобы пользоваться бассейном, который находился там. Но когда отец впервые отвез меня на тренировку по борьбе, тогда я понял, что именно это мое. Мои младшие братья также выбрали этот вид спорта, чему я очень рад. Они довольно высокие результаты показывают, и я уверен, что однажды они превзойдут меня. Я горжусь ими».

### Образование
В 2018—2021 гг. учился и окончил тренерско-педагогический факультет Армянского государственного института физической культуры с красным дипломом. В 2021—2023 гг. учился и окончил отделение спортивной гимнастики Армянского государственного института физической культуры с красным дипломом и получил степень магистра.

### Личная жизнь
В октябре 2022 года Арсен Арутюнян женился на Диане Адибекян.

## Достижения
- Чемпион юношеского чемпионата Армении 2015 года в весовой категории до 46 кг.
- Чемпион юношеского чемпионата Европы 2015 года в весовой категории до 46 кг.[9]
- Чемпион юношеского чемпионата Армении 2016 года в весовой категории до 54 кг.
- Серебряный призёр юношеского чемпионата Европы 2016 года в весовой категории до 54 кг.[10]
- Чемпион молодёжного чемпионата Армении 2017 года в весовой категории до 55 кг.
- Бронзовый призёр молодёжного чемпионата Европы 2017 года в весовой категории до 55 кг.[11]
- Бронзовый призёр юношеского чемпионата мира 2017 года в весовой категории до 55 кг.[12]
- Чемпион молодёжного чемпионата Армении 2018 года в весовой категории до 57 кг.
- Чемпион молодёжного чемпионата Европы 2018 года в весовой категории до 57 кг.[13]
- Бронзовый призёр молодёжного чемпионата мира 2018 года в весовой категории до 57 кг.[14].
- Чемпион Армении 2018 года в весовой категории до 61 кг.[15]
- Победитель чемпионата Европы 2019 года в весовой категории до 61 кг.
- Чемпион Армении 2020 года в весовой категории до 57 кг.
- Бронзовый призёр чемпионата Европы 2020 года в весовой категории до 61 кг.
- Бронзовый призёр чемпионата мира 2021 года в весовой категории до 61 кг.
- Бронзовый призёр чемпионата мира 2022 года в весовой категории до 61 кг.
- Победитель чемпионата мира U-23 2021 года в весовой категории до 61 кг.
- Победитель чемпионата Европы 2022 года в весовой категории до 61 кг.
- Победитель чемпионата Европы 2023 года в весовой категории до 61 кг.
- Победитель чемпионата Европы 2024 года в весовой категории до 57 кг.
- Серебряный призёр чемпионата Европы 2025 года в весовой категории до 61 кг.

## Титулы
- С 2015 года мастер спорта Республики Армения
- С 2019 года мастер спорта международного класса Республики Армения